# 巧克力派
巧克力派是一种小吃蛋糕，由两层小圆饼组成，内有棉花糖馅，外覆巧克力。巧克力派（Choco pie）这个词起源于美国，但现在也被广泛用于韩国、日本以及其他国家。

## 历史
最早的版本可以追溯到1917年的美国南部。1929年，查塔努加面包店为田纳西州查塔努加的当地矿工制作了带有棉花糖馅和全麦饼干的“月饼”（Moon Pie）。
1973年，韩国東洋制果公司（現好丽友）研发团队的一位成员到美国喬治亞州的一家酒店参观，受到了酒店餐厅里的巧克力涂层糖果的启发。他回到韩国后，开始尝试制作巧克力饼干蛋糕，並重製了巧克力派，受到韓國人廣泛喜愛。東洋制果此後推出好麗友巧克力派。由于好麗友巧克力派的成功，東洋制果公司因此改名为好丽友。